# Cultura Gumelnița

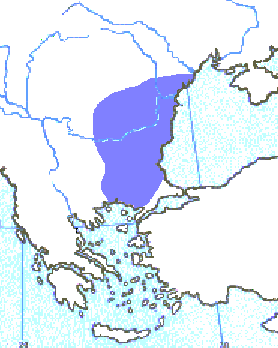
Teritoriul pe care îl ocupa cultura gumelnița-kocadermen-karanovo.

Gumelnița este numele dat de arheologi unei culturi neolitice din a doua jumătate a mileniului V î.e.n. Aria de răspândire a culturii cuprinde Muntenia (pe locul fostei culturi Boian), Dobrogea (pe teritoriul ocupat înainte de cultura Hamangia), precum și Bugeacul. Spre sud ocupă majoritatea Bulgariei, atât la nord cât și la sud de Balcani (cunoscută fiind sub numele de Kocadermen-Karanovo VI), ajungând până la Marea Egee în nordul Greciei.

## Caracterizare
Cultura Gumelnița este alcătuită din patru perioade: A1, A2, B1 și B2. Aceasta din urmă este foarte rar întâlnită.
Așezările de tip tell din această perioadă sunt plasate în locuri bine protejate natural, de regulă în lunca râurilor, în apropierea teraselor sau pe pantele lor.
Principalele ocupații a membrilor culturii Gumelnița au fost agricultura, creșterea animalelor, vânătoarea și pescuitul.
Evoluția culturii Gumelnița-Kocadermen-Karanovo VI se încheie progresiv odată cu sosirea la Dunăre a triburilor culturii Cernavodă I, considerate de către numeroși cercetători ca fiind primi indo-europeni. Dacă evoluția culturii Gumelnița se termină brusc în această zonă, ea continuă timp de cel puțin un secol în alte regiuni prin faza Gumelnița B. Spre finele culturii Gumelnița a început răspândirea calului domestic în Europa de sud-est.

## Religie

### Rit funerar
Nu multe necropole ce aparțin de cultura Gumelnița au fost descoperite până acum. Cele care au fost totuși găsite au fost în totalitate de înhumație. Morții erau așezați pe spate, în poziție parțial chircită.În faza A2, copiii foarte tineri erau înmormântați în podelele caselor. Erau așezați în poziții chircite, foarte strânse
La Varna a fost descoperită o necropolă de tip Gumelnița A2 care conținea unele morminte cu inventare de aur extrem de bogate (arme, podoabe, statuete), dar și unele extrem de sărace. Acest fapt ar putea indica o stratificare ierarhică a culturii. Aceasta ar fi putut de asemenea să aibă un caracter patriarhal, unii bărbați având sceptre.